# Nicolò Palma
Nicolò Palma (Trapani, 1694 – 1779) è stato un architetto italiano.

## Biografia
Era nipote dell'architetto Andrea Palma, domenicano.
Nel 1730 venne eletto architetto del Senato di Palermo succedendo allo zio, dopo una contesa con un altro architetto trapanese, Francesco Ferrigno  . Fu Ingegnere del Real Patrimonio.
Realizzò molti palazzi nobiliari a Palermo e fu anche un apparatore di feste pubbliche.

## Principali opere

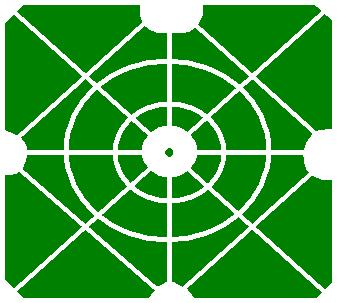
Particolare schema geometrico della Villa Giulia di Palermo

- Progetto per la facciata della chiesa di Santa Maria dell'Ammiraglio (1750 c.)
- Direzione dei lavori in San Gioacchino all'Olivella, 1736, Palermo.
- Villa Pantelleria, 1740, Palermo.
- Prospetto di Palazzo Bonagia, ca. 1750, Palermo.
- Interventi in chiese preesistenti, 1750 circa - 1770, Palermo.
- Progetto di Villa Comitini-Trabia, 1760 circa, Bagheria.
- Chiesa di Santa Lucia al Borgo a Palermo (non più esistente).[1]
- Addizione regalmicea.
- Albergo dei Poveri a Palermo: direzione dei lavori con Giuseppe Venanzio Marvuglia e D. Marabitti.
- Ristrutturazione di Palazzo Comitini 1766 - 1781, Palermo.
- Villa Giulia, 1777, Palermo.
- Piano della città di Ustica.